# Gerald Wellesley, 7.º Duque de Wellington
Gerald Wellesley, 7.º Duque de Wellington, KG, DL (21 de agosto de 1885 — 4 de janeiro de 1972) foi um nobre, diplomata e militar britânico. Entre 1900 e 1943, foi estilizado Lorde Gerald Wellesley.

## Biografia
Gerald Wellesley era o terceiro filho de Lorde Arthur Wellesley (mais tarde 4.º Duque de Wellington), e de sua esposa, Kathleen Bulkeley Williams. 
Ele serviu como diplomata dentro do Corpo Diplomático em 1908. Ele deteve o cargo de terceiro secretário do serviço diplomático de 1910 até 1917 e o de segundo secretário entre 1917 e 1919. 
Em 30 de abril de 1914, Gerald desposou Dorothy Violet Ashton, filha de Robert Ashton. O casal teve um filho e uma filha:
- Arthur Valerian Wellesley, Marquês Douro, nascido em 2 de julho de 1915.[2]
- Elizabeth Wellesley, nascida em 26 de dezembro de 1918.

Tornou-se um sócio do Real Instituto de Arquitetos Britânicos em 1921, bem como da Real Sociedade de Artes em 1935. De 1936 até 1943, foi o inspetor dos trabalhos de arte da Royal Collection. 
Em 1939, Wellesley tornou-se tenente-coronel da Grenadier Guards. Daquele ano até 1945, ele lutou na Segunda Guerra Mundial. 
Gerald também exerceu os postos de lorde-tenente do condado de Londres (1944-1949) e de Hampshire (1949-1960). Em 1951, recebeu a Ordem da Jarreteira.

## Livros
Foi o autor dos seguintes livros:
- The Iconography of the First Duke of Wellington (1935)
- The Diary of a Desert Journey (1938)
- The Journal of Mrs. Arbuthnot (1950)
- A Selection from the Private Correspondence of the First Duke of Wellington (1952)